# 日本ブラインドゴルフ振興協会
特定非営利活動法人日本ブラインドゴルフ振興協会（にほんブラインドゴルフしんこうきょうかい、英語: Japanese Blind Golf Association、略称:JBGA）は、視覚障害者及び健常者を対象とし、ブラインドゴルフ（視覚障害者ゴルフ、盲人ゴルフ）を通した国際的なスポーツ振興や社会福祉支援を目的とする特定非営利活動法人。
設立者である神道系新宗教ワールドメイト教祖の半田晴久（深見東州）は、人類愛、人道主義、人々の生きる社会への貢献という、無形の「神の御心」を第一として設立したと述べている。1988-1990年代前半頃に「信仰理念に基づくワールドメイト（当時はコスモメイト）の社会活動の一環」であると述べていたともされる。

## 沿革
- 1988年に半田晴久（深見東州）がオーストラリアで視覚障害者のゴルファーと知り合い、ブラインドゴルフを知る。日本に戻った半田がブラインドゴルフを日本に紹介すると共に、3人の日本の視覚障害者を募り、同年5月に「ブラインドゴルフ倶楽部」が発足した[5]。その月より東京都のゴルフ練習場で練習を開始し、7月には千葉廣済堂カントリー倶楽部で、初のコースでの練習を行う[6]。同年10月には「ブラインドゴルフ・オーストラリア・ワールドオープン」（パース）に4人を選手として派遣する。
- 1990年9月、第1回ブラインドゴルフ・ワールドチャンピオンシップに、招待選手を派遣し、ベスト10に入賞する[7]。
- 1990年10月、第3回ブラインドゴルフ・オーストラリア・ワールドオープン」に派遣した選手が、女子B1の部で優勝を果たす[7]。
- 1991年4月、「日本盲人ゴルフ協会」（略称JBGA）が発足。関西でも5人のゴルファーが加わり、関東以外の練習拠点もできる[7]。
- 1992年1月、アメリカの「リーダードッククラシック」に派遣された選手がB1クラスで優勝を果たす。日本人がアメリカ開催の大会に出場したのは初めてである[8]。
- 1993年10月、ブラインドゴルフ・オーストラリア・チャンピオンシップで、派遣選手がB1クラス優勝、プロアマ大会で優勝を果たす[9]。
- 1994年8月、日本で初めての正式なブラインドゴルフ大会となる「ブラインドゴルフ・ジャパンオープン・チャンピオンシップ」を多摩市桜ヶ丘カントリークラブで主催する。派遣選手がB1大会で優勝を果たす[10]。
- 1996年7月、「日本盲人ゴルフ振興協会」（略称JBGA）と改称[11]。
- 1997年4月、世界ブラインドゴルフ協会設立前の「世界ブラインドゴルファーズ会議」がパースで開催され、日本のブラインドゴルフ団体の代表として参加する[12]。
- 1999年11月、世界ブラインドゴルフ協会理事会より、1998年の同団体発足以前よりの支援・協力等の貢献について、JBGAおよび名誉会長の半田が感謝状を授与[13][注 1]。
- 2000年6月、特定非営利活動法人に認証される。
- 2004年、「日本ブラインドゴルフ振興協会」に改称。東京都杉並区に本部を移す。

## 主催大会
- 1990年7月、「ブラインドゴルフ倶楽部」主催、「ラフォーレ修善寺カントリークラブ」（静岡県）協力により、120名が参加し日本初のブラインドゴルフ・コンペを開催する。
- 1994年8月、日本初のブラインドゴルフのメジャー国際大会として、ブラインドゴルフ・ジャパンオープン・チャンピオンシップを開催し、6ヶ国21名のブラインドゴルファーが参加した[14]。以降も大会が継続しており、2013年第10回大会では外務大臣杯・厚生労働大臣杯として開催した。
- 2001年より、日本全国で年数回のツアー競技「ブラインドゴルフ・ジャパン・ツアー」の主催を始める[15]。その後、チャンピオンシップと改称し、2008年からはJBGAチャンピオンシップと改称した。
- 2006年に、第2回ワールドシニアゴルフレディースオープン選手権を、世界ブラインドゴルフ協会、レジェンズツアー（米国女子シニアゴルフ協会）との3者共催で開催した[16][17]
- 東州杯として、2007年に第3回を開催し、2010年に JBGA ハンダカップに改称して第4回めを開催した。

この他、世界ブラインドゴルフ協会主催大会へ参加する登録ゴルファーを支援している。

## イベント
- 毎年、全国各地で、健常者を対象として、視覚障害者がゴルフをする際の「ガイド認定講習会」を開催している。講義は二段階に分かれ、第一部が専門家による理論講義であり、第二部がゴルフプロによるゴルフ場での実施講習となっている。
- 2013年2月15日〜17日に東京ビッグサイトで開催された第47回ジャパンゴルフフェアでは、「パラリンピックの正式種目入り」をアピールもかねて、パターのレッスンが受けられるブースを展開した[18]。

## 組織
住所
東京都杉並区西荻南2丁目18番9号 菱研ビル2階
設立者、名誉会長
- 半田晴久

会長
- 池澤良順

名誉副会長
- 半田脩時

所属プロ
- 吉川なよ子

## 放送

### テレビ
- 「ブラインドゴルフ・視覚障害者の闘い」（TOKYO MX 2002年5月25日）
- 「ブラインドゴルフ・ジャパンオープン・チャンピオンシップ2004」（TOKYO MX 2004年7月3日）
- 「ハンディーはゼロ ～盲人ゴルファー女子シニアに出会う」（TOKYO MX 2005年5月21日）
- 「ふれあいのグリーン ～世界を結ぶブラインドゴルフ～」（TOKYO MX 2006年5月21日）
- 「WALK WITH ともに歩む――ゴルフの社会貢献」（TOKYO MX 2008年1月13日）